# Louis-Pierre Hélie
Louis-Pierre Hélie (* 1. Januar 1986 in Berthierville, Québec) ist ein kanadischer Freestyle-Skier und Skirennläufer. Seine stärksten Disziplinen sind die Abfahrt, der Super-G und die Kombination, aber auch im Slalom und im Riesenslalom erreicht er gute Resultate. Hélie gewann in der Saison 2008/09 die Gesamtwertung des Nor-Am Cups und startet seit diesem Winter auch im Weltcup. Seit der Saison 2012/13 startet er im Skicross.

## Biografie
Hélie bestritt seine ersten FIS-Rennen im Dezember 2001 und erreichte gleich auf Anhieb zwei zehnte Plätze in den Slaloms von Val Saint-Côme. Der erste Sieg folgte im Januar 2004 im Riesenslalom von Mont Sainte-Anne. Seit Januar 2003 startet der Kanadier im Nor-Am Cup. Bis zum Ende der Saison 2002/03 waren zwei 20. Plätze im Slalom und im Riesenslalom von Sunday River seine besten Resultate. Am Ende des nächsten Winters fuhr er im Slalom von Mont Tremblant erstmals unter die besten 15 und das erste Top-10-Ergebnis gelang ihm am 6. Januar 2005 mit Platz sechs im Slalom von Sunday River. Im folgenden Monat nahm er an den Juniorenweltmeisterschaften 2005 in Bardonecchia teil, wo er jedoch nur Platzierungen um Rang 40 erreichte. In der Nor-Am-Cup-Saison 2005/06 konnte sich Hélie bereits in vier Abfahrten und einem Super-G unter den besten zehn klassieren, womit er in der Abfahrt erstmals einen Top-10-Platz in der Disziplinenwertung erreichte. Bei den Juniorenweltmeisterschaften 2006 in seiner Heimat wurde er Zehnter in der Abfahrt und Elfter im Super-G.
In der Saison 2006/07 gelang Hélie im Nor-Am Cup mit neun Top-10-Plätzen in allen Disziplinen, außer dem Riesenslalom, endgültig der Anschluss an die Spitze. Sein bestes Resultat war der vierte Rang in der Super-Kombination von Panorama am 13. Dezember. Damit erreichte er den vierten Platz in der Gesamtwertung und konnte sich auch in allen Disziplinenwertungen mit Ausnahme des Riesenslaloms unter den besten zehn klassieren. In der Saison 2007/08 konnte er sich weiter steigern und mit Platz zwei in der Abfahrt von Lake Louise und im Super-G von Panorama erstmals auf das Podest fahren. Mit weiteren fünf Top-10-Ergebnissen erreichte er hinter seinem Landsmann Julien Cousineau den zweiten Platz in der Gesamtwertung des Nor-Am Cups sowie den dritten Platz in der Abfahrts- und Super-G-Wertung. Noch erfolgreicher verlief die Saison 2008/09. Bis Januar erreichte Hélie sieben Podestplätze und im Februar konnte er in Mammoth Mountain gleich drei Rennen in Folge gewinnen, wobei er sich den zweiten Sieg mit seinem Landsmann Tyler Nella teilen musste. Mit diesen Leistungen gewann er überlegen die Nor-Am-Cup-Gesamtwertung sowie die Super-Kombinations-Wertung und wurde jeweils Gesamt-Zweiter in der Abfahrt und im Super-G. Auch im Slalom und im Riesenslalom kam er unter die besten zehn.
Im Winter 2008/09 startete Hélie erstmals im Weltcup. Bei seinen sechs Einsätzen kam er allerdings noch nicht in die Punkteränge. Sein bestes Resultat war der 33. Platz in der Lauberhornabfahrt in Wengen. Die ersten Weltcuppunkte gewann er mit Platz 22 in der ersten Abfahrt der Saison 2009/10 in Lake Louise. Über ein Jahr lang blieb dies allerdings sein einziger Punktegewinn. Bei den Olympischen Winterspielen 2010 in Vancouver kam der Kanadier in der Super-Kombination zum Einsatz und belegte unter 34 gewerteten Läufern den 30. Platz. Am 18. Dezember 2010 überraschte Hélie, als er mit Startnummer 56 in der Abfahrt von Gröden auf den 13. Platz fuhr und damit sein bisher bestes Weltcupergebnis erreichte. Zehn Tage später war die Saison für Hélie zu Ende. Im Training zur Abfahrt in Bormio erlitt er ein Schädel-Hirn-Trauma und Verletzungen im linken Knie. In der Comebacksaison 2011/12 blieb Hélie in seinen 13 Weltcuprennen ohne Punkte, während er im Nor-Am Cup in den beiden Saisonabfahrten auf Platz vier fuhr und damit auch in der Disziplinenwertung Vierter wurde.
Nach der Saison 2011/12 wechselte er zum Skicross. Dabei debütierte er im Freestyle-Skiing-Weltcup zu Beginn der Saison 2012/13 in Nakiska und belegte dort den 25. Platz. Beim Weltcup in Innichen kam er auf den achten Platz und erreichte damit seine erste Top-Zehn-Platzierung im Weltcup. Bei den Freestyle-Skiing-Weltmeisterschaften 2013 in Voss errang er den 41. Platz. In der Saison 2014/15 erreichte er beim Weltcup in Åre mit dem fünften Platz seine bisher beste Weltcupplatzierung. Bei den Freestyle-Skiing-Weltmeisterschaften 2015 am Kreischberg belegte er den 18. Platz.

## Erfolge

### Olympische Spiele
- Vancouver 2010: 30. Super-Kombination

### Freestyle-Skiing-Weltmeisterschaften
- 2013 Voss: 41. Skicross
- 2015 Kreischberg: 18. Skicross

### Alpine Juniorenweltmeisterschaften
- Bardonecchia 2005: 37. Riesenslalom, 38. Abfahrt, 49. Super-G
- Québec 2006: 10. Abfahrt, 11. Super-G, 15. Kombination, 33. Riesenslalom, 34. Slalom

### Alpiner Skiweltcup
- Eine Platzierung unter den besten 20

### Freestyle-Skiing-Weltcup
- Drei Platzierungen unter den besten 10

### Nor-Am Cup
- Saison 2006/07: 4. Gesamtwertung, 3. Super-Kombination
- Saison 2007/08: 2. Gesamtwertung, 3. Abfahrt, 3. Super-G
- Saison 2008/09: 1. Gesamtwertung, 1. Super-Kombination, 2. Abfahrt, 2. Super-G
- Saison 2011/12: 4. Abfahrtswertung
- 13 Podestplätze, davon 3 Siege:

| Datum            | Ort              | Land | Disziplin         |
| ---------------- | ---------------- | ---- | ----------------- |
| 10. Februar 2009 | Mammoth Mountain | USA  | Super-G           |
| 11. Februar 2009 | Mammoth Mountain | USA  | Super-G *         |
| 13. Februar 2009 | Mammoth Mountain | USA  | Super-Kombination |

* zeitgleich mit Tyler Nella

### Weitere Erfolge
- 15 Siege in FIS-Rennen